# Donji Lapac
Donji Lapac – wieś w Chorwacji, w żupanii licko-seńskiej, w gminie Donji Lapac. W 2011 roku liczyła 946 mieszkańców.